# پردیس سینمایی کورش
پردیس سینمایی کورش، یک پردیس سینمایی در تهران است؛ که در طبقات فوقانی مجتمع تجاری فرهنگی کورش واقع شده‌است. این پردیس سینمایی در ۲۷ مرداد ۱۳۹۳ با اکران فیلم «شهرموش‌ها ۲» افتتاح گردید. در حال حاضر این سینما با درجه ممتاز و گنجایش ۳۱۹۰ نفر و مساحت ۱۰۰۰۰ متر مشغول بکار می‌باشد. پردیس سینمایی کورش در اتوبان ستاری، بالاتر از اتوبان حکیم قرار دارد. این سینما دوازده سالن نمایش فیلم و دو سالن ویژه تئاتر دارد که هر یک از آن‌ها به نام سینماهای قدیمی لاله‌زار نامگذاری شده‌اند.

## نگارخانه

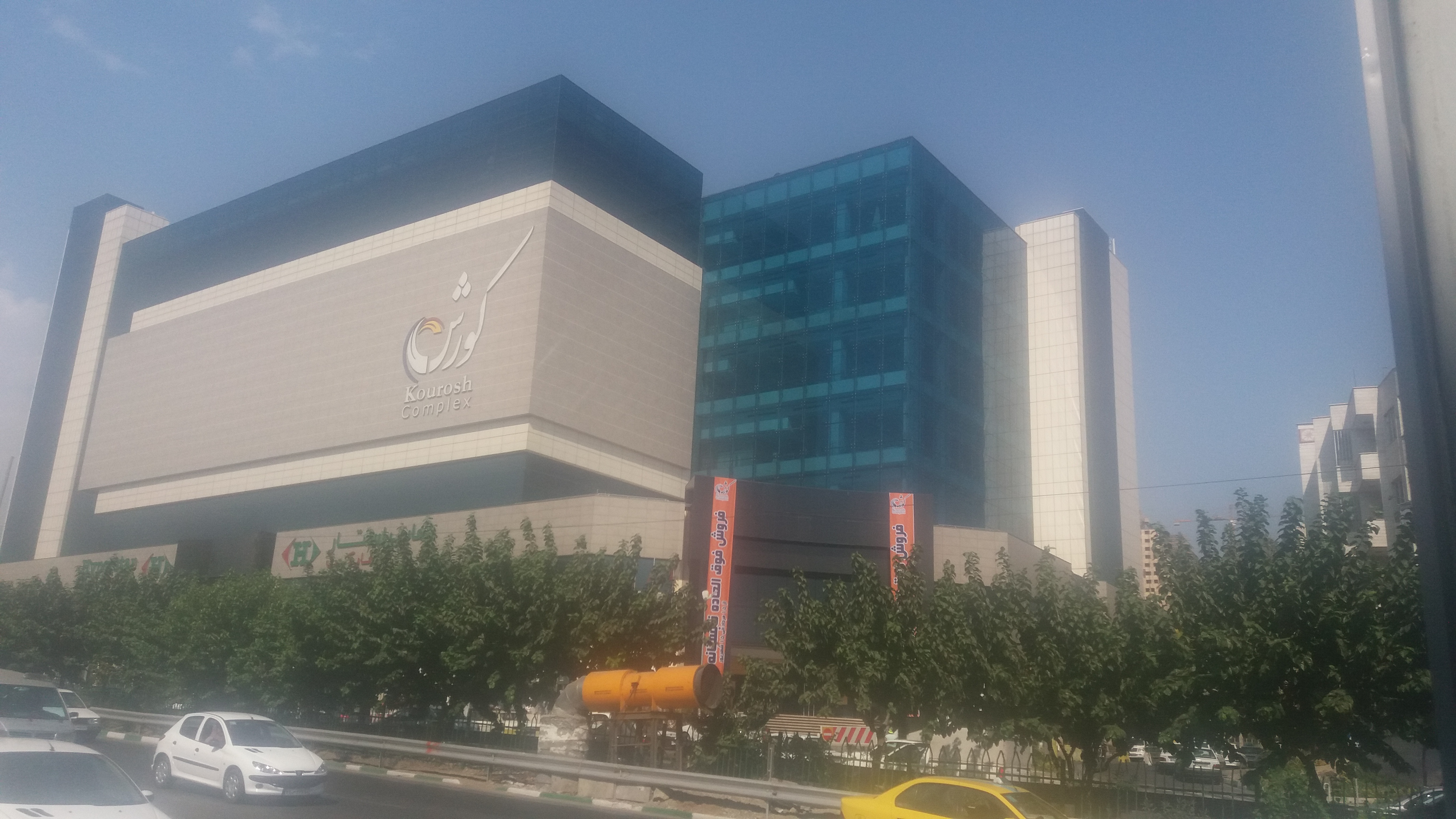
نمایی از پردیس سینمایی کورش در کنار بزرگراه شهید ستاری
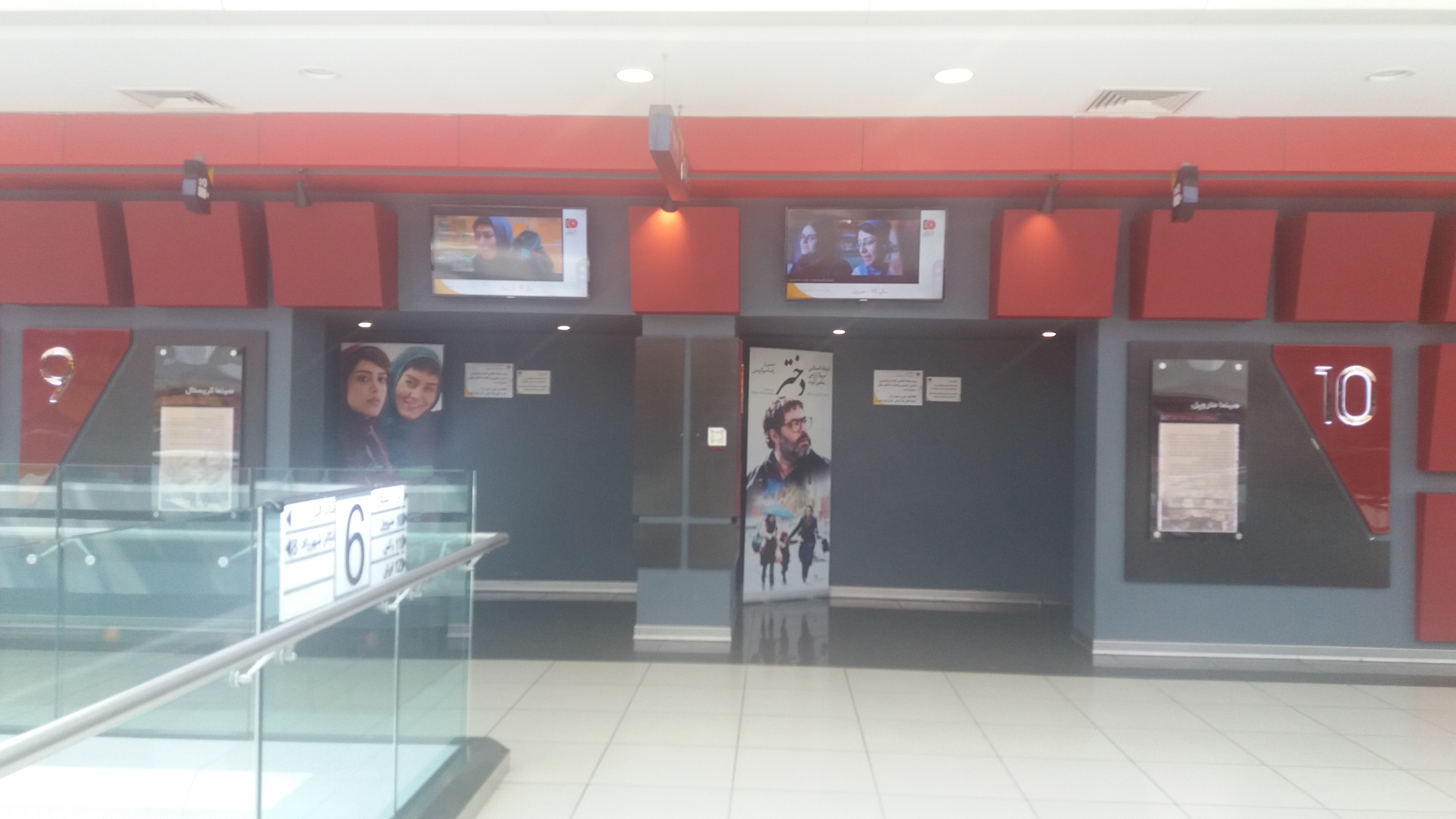
سالن‌های سینما شماره ۹ و ۱۰
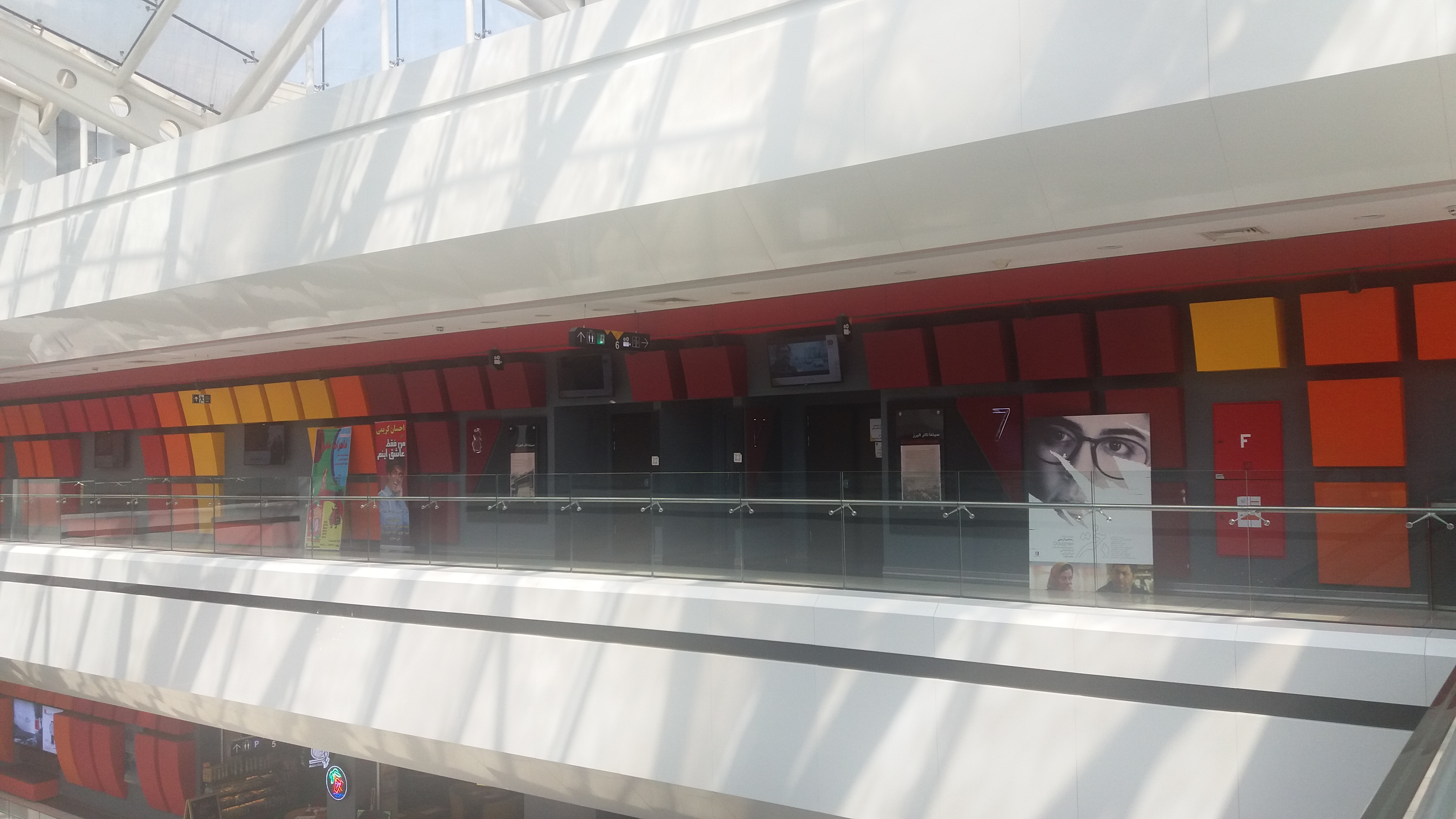
سالن‌های سینما شماره ۷ و ۸
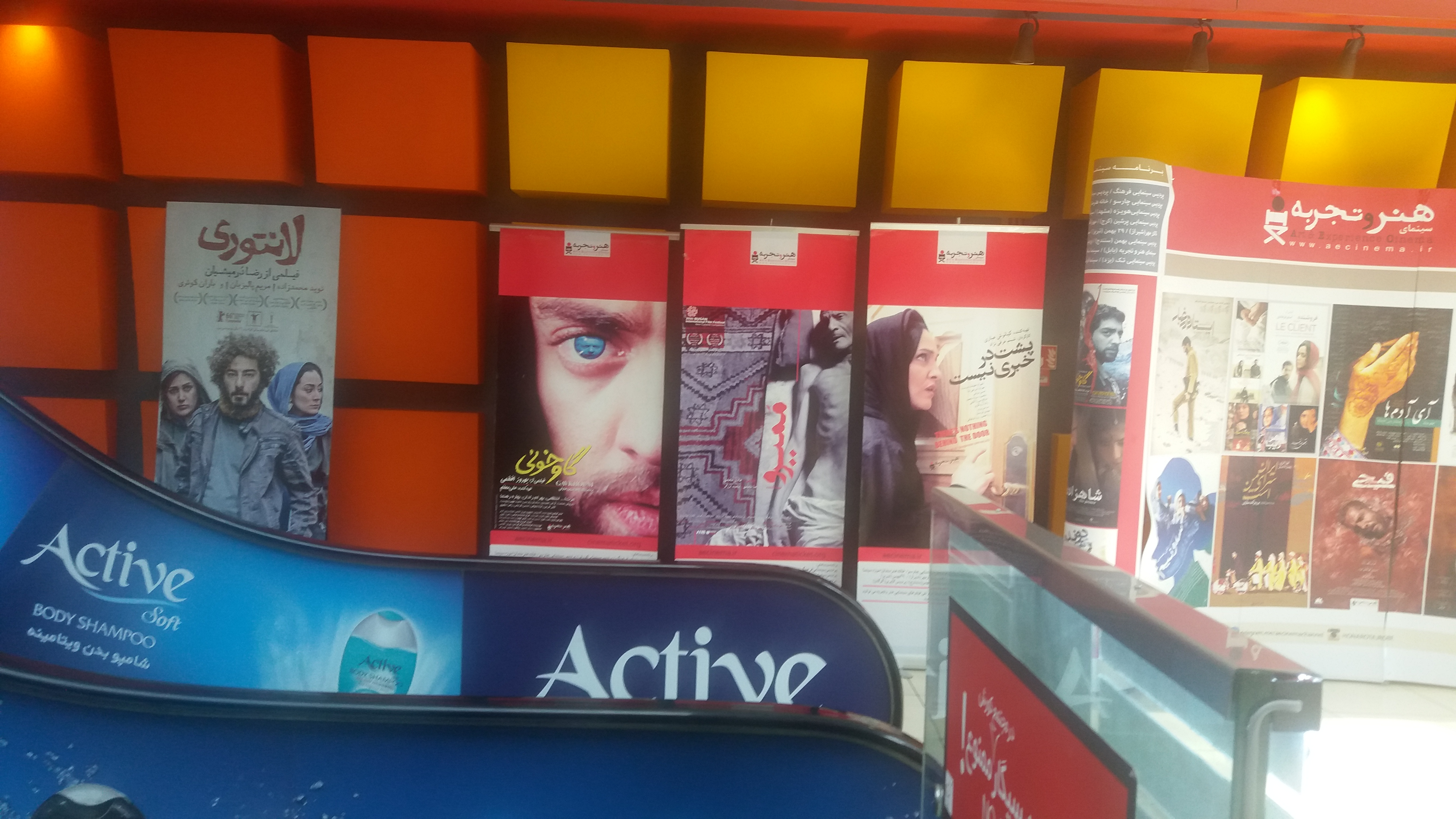
بخش هنر و تجربه
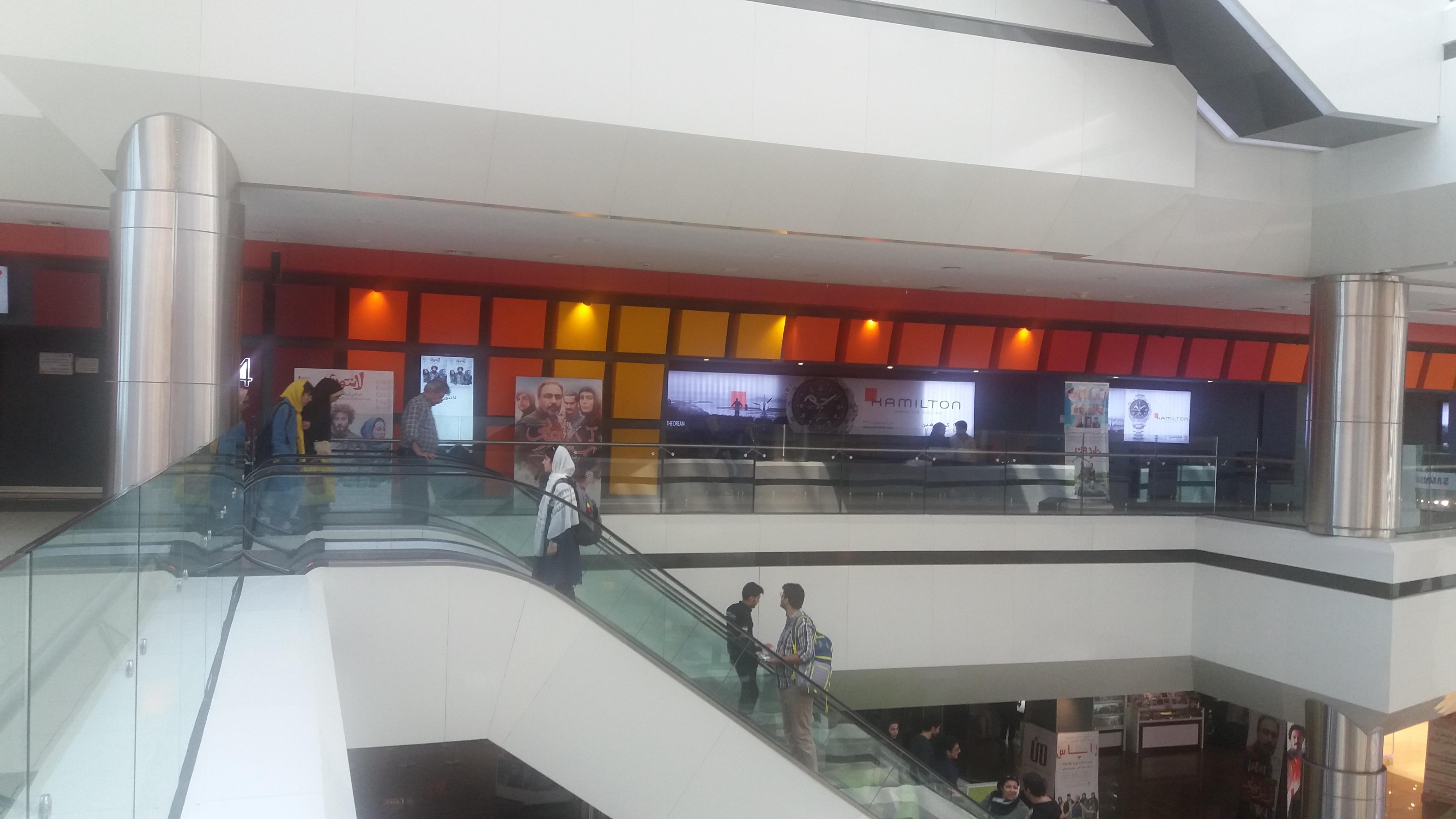